# L'infelice
L'infelice (in russo Горюша?) è un'opera di Anton Grigor'evič Rubinštejn su libretto di Dmitrij Vasil'evič Averkiev, che lo derivò dalla sua novella Una notte di ubriachezza.

## Storia della composizione
L'opera fu composta tra il 1887 ed il 1888 e venne rappresentata per la prima volta il 21 novembre del 1889 al teatro Mariinskij di San Pietroburgo, diretta da Eduard Napravnik, ma non ebbe molto successo e ben presto scomparve dal repertorio.

## Trama
L'azione si svolge nelle residenze di nobili russi nel XVII secolo.

### Atto I
Nella corte della dimora del principe. Il buffone Ščegol ricorda al maggiordomo del principe, il nobile povero Ivan, la sua intenzione di andarsene, ma Ivan dichiara di aver cambiato idea. Ščegol sa che questo cambiamento è avvenuto per amore e compatisce Ivan. I contadini del villaggio si fanno beffe di Dašutka, un'orfana cresciuta nella casa del principe; l'infelice Dašutka, "gorjuša", era stata sedotta dal vecchio principe. Ivan se ne accorge, difende Dašutka e scaccia i villani. Dašutka scambia la compassione di Ivan per amore e chiede al principe, che sta per partire per un viaggio, di darla in sposa a Ivan. Il principe glielo promette e Dašutka se ne va. Il principe si sta recando dal boiardo Poltev per ringraziarlo per il fatto che, grazie alla sua intercessione, è stato riammesso ai favori dello zar, dopo esserne stato bandito. La giovane principessa, la seconda moglie del principe, reagisce con indifferenza a questa notizia e saluta tranquillamente suo marito. Vedendo Ivan, il principe gli promette la mano di Dašutka davanti alla principessa. Ivan, indignato, dichiara di essere di sangue nobile. Il principe minaccia di scacciarlo al suo ritorno e se ne va. La principessa è in sgomento per Ivan: infatti lo ama e ne è riamata.

### Atto II
Nel giardino della casa del principe. Dašutka attende Ivan nel dubbio se egli la ami oppure no. Ivan, incontrandola, la rimprovera con rabbia per la sua astuzia, non ascolta le sue obiezioni e la respinge. "Gorjuša" si lamenta della sua sorte amara. Un rumore di passi la fa nascondere tra i cespugli. Ivan e la principessa escono dal terem verso il giardino. Sono felici e si scambiano parole d'amore, quando Dašutka esce dai cespugli ed inizia a deridere la principessa. Ivan vuole ucciderla, ma la principessa intercede per lei. Ivan le offre dei soldi per il suo silenzio e si rammarica che la principessa l'abbia trattenuto dall'ucciderla. In quel momento scoppia una tempesta. Gli innamorati rientrano nel terem, e Dašutka invoca i tuoni del cielo sulla casa del principe.

### Atto III
Un ampio salone con un palco per la rappresentazione di una pantomima nella casa del boiardo Poltev. Poltev con i suoi ospiti convince il principe a rimanere ancora per un giorno e lo intrattiene con dei "buffi tedeschi", che presentano la storia dell'amore di Apollo per Dafne e della trasformazione di quest'ultima in un alloro. Il principe è annoiato dalla commedia, ed il boiardo lo rallegra con una canzone russa. Il buffone Ššegol canta una canzone sull'ebbrezza, che suscita nelle mogli dei vecchi passioni licenziose. La gelosia comincia a svegliarsi nel cuore del vecchio principe. Fuori dalle finestre si sente il canto addolorato di Dašutka, che viene fatta entrare: la donna borbotta qualcosa sul tradimento e sulla principessa. Il principe si congeda dal boiardo e, dopo aver ordinato ai suoi servi di prendere Dašutka, torna a casa in fretta, tormentato dalla gelosia.

### Atto IV
Nella soffitta della casa del principe. La principessa ricorda Dašutka con compassione. Ščegol avverte Ivan che il principe sta arrivando e che Dašutka ha tradito lui e la principessa col suo insensato delirio. Ivan ringrazia il buffone che fugge. Ivan aspetta il principe con calma orgogliosa. Il principe ordina di trascinare Ivan in giardino e di preparare per lui il patibolo. Le balie e le contadine si rallegrano con il principe per il suo arrivo. Il principe inizia una conversazione ironica con la principessa, che viene interrotta da Dašutka. La donna chiede al principe di non credere ai suoi folli discorsi e minaccia di rivelare alla principessa il suo legame con lei e l'infanticidio perpetrato dal principe. Il principe con rabbia la colpisce con un coltello. La principessa vede dalla finestra i preparativi per l'esecuzione di Ivan e perde i sensi. Dašutka chiede il permesso di salutare Ivan. Ivan nell'esasperazione ammette di aver deriso il principe in sua assenza. Dašutka chiede al principe di perdonare sia Ivan che sua moglie e muore. Il principe pentito scaccia da sé Ivan ed ordina a sua moglie di ritirarsi in convento.